# Thi Sơn
Thi Sơn là một phường thuộc thị xã Kim Bảng, tỉnh Hà Nam, Việt Nam.

## Địa lý
Phường Thi Sơn có diện tích 7,06 km², dân số năm 2023 là 10.724 người, mật độ dân số đạt 1.518 người/km².

## Lịch sử
Ngày 14 tháng 11 năm 2024, Ủy ban Thường vụ Quốc hội ban hành Nghị quyết số 1288/NQ-UBTVQH15 về việc sắp xếp đơn vị hành chính cấp huyện, cấp xã của tỉnh Hà Nam giai đoạn 2023 – 2025 (nghị quyết có hiệu lực từ ngày 1 tháng 1 năm 2025). Theo đó, thành lập phường Thi Sơn thuộc thị xã Kim Bảng trên cơ sở toàn bộ 7,06 km² diện tích tự nhiên và quy mô dân số là 10.724 người của xã Thi Sơn.